# Topobates humeralis
Topobates humeralis är en kvalsterart som beskrevs av Subbotina 1976. Topobates humeralis ingår i släktet Topobates och familjen Scheloribatidae. Inga underarter finns listade i Catalogue of Life.